# Pandia (Mythologie)
Pandia (altgriechisch Πανδία, auch Πανδεία Pandeía [attisch] oder Πανδείη Pandeíe „die ganz Helle, völlig Erleuchtete“) ist in der griechischen Mythologie die Personifikation des Lichts. Sie ist die Tochter des Zeus und der Selene. Ihre Schönheit war unter den Göttern allgemein bekannt. Vermutlich handelte es sich ursprünglich um ein Epitheton der Selene, als solches auch in der Schreibung Πάντια Pántia.